# Halcyon (zoologia)
Halcyon Swainson, 1821 è un genere di uccelli della famiglia Alcedinidae.

## Tassonomia
Comprende le seguenti specie:
- Halcyon coromanda (Latham, 1790) - martin pescatore rugginoso
- Halcyon smyrnensis (Linnaeus, 1758) - martin pescatore dalla gola bianca
- Halcyon cyanoventris (Vieillot, 1818) - martin pescatore di Giava
- Halcyon badia Verreaux, J & Verreaux, E, 1851 - martin pescatore dal dorso cioccolata
- Halcyon pileata (Boddaert, 1783) - martin pescatore dal mantello nero
- Halcyon leucocephala (Statius Müller, 1776) - martin pescatore dalla testa grigia
- Halcyon albiventris (Scopoli, 1786) - martin pescatore capobruno
- Halcyon chelicuti (Stanley, 1814) - martin pescatore striato
- Halcyon malimbica (Shaw, 1812) - martin pescatore dal petto azzurro
- Halcyon senegalensis (Linnaeus, 1766) - martin pescatore dei boschi
- Halcyon senegaloides Smith, A, 1834 - martin pescatore delle mangrovie